# Římskokatolická farnost Osvračín
Římskokatolická farnost Osvračín je zaniklým územním společenstvím římských katolíků v západočeské obci Osvračín v okrese Domažlice, která existovala při bývalém farním kostele Narození Panny Marie. Zrušena byla 3. února 2005, jejím právním nástupcem se stala farnost Staňkov.

## Historie
Plebánie se v Osvračíně připomíná již vroce 1357. Z nejstarších plebánů jsou jménem známi P. Vojslav († 1385), kterého nahradil P. Vilém. Ten směnil své místo s P. Jimramem, oltářníkem od kostela svatého Mikuláše na Starém Městě v Praze. Po jeho odchodu roku 1402 ho nahradil P. Jindřich Kabát, dříve farář farnosti Šitboř a po jeho smrti roku 1417 zde duchovní správu do roku 1433 vykonával P. Martin. V husitských bouřích farnost zanikla, od roku 1650 byl Osvračín administrován z farnosti Blížejov. V roce 1784 začaly být vedeny matriční knihy, roku 1785 zde byla obnovená lokálie. Prvním lokalistou byl P. Faustus Albert, který v roce 1789 vysvětil nový hřbitov severně od obce. K povýšení lokálie na farnost došlo roku 1857, prvofarářem byl P. Adam Kacerovský. Území farnosti zahrnovalo Osvračín, Mimov a Močerady.

### Duchovní správa
Přehled známých duchovních správců:
- od 1785 P. Faustus Albert ze Sušice, kapucín z Horšovského Týna[pozn. 1]
- 1804–1806 P. Antonín Hermann
- od 1821 P. František Škarnitzl
- od 1839 P. Adam Kacerovský
- 1859–1863 P. Josef Král
- od 1864 P. František Bureš
- od 1870 P. Josef Roušal
- od 1880 P. Vojtěch Lexa
- od 1887 P. Lambert Ludvík
- od 1890 P. Václav Švejda

## Kostely a kaple farnosti
| Fotografie | Kostel                      | Místo    | Bohoslužba   | Bohoslužba  | Poznámka                            |
| ---------- | --------------------------- | -------- | ------------ | ----------- | ----------------------------------- |
|            | Kaple Panny Marie Pomocné   | Mimov    | neslouží se  | neslouží se | kaple                               |
|            | Kaple Panny Marie           | Močerady | neslouží se  | neslouží se | obecní kaple                        |
|            | Kostel Narození Panny Marie | Osvračín | neděle pátek | 8.30 16.00  | filiální kostel bývalý farní kostel |